# Shelby Park
Shelby Park si trova su 47,4 acri (19,2 ettari) di parco sulle rive del fiume Rio Grande nel centro di Eagle Pass, in Texas, negli Stati Uniti d'America.

## Storia
Il parco è di proprietà e gestito dalla città di Eagle Pass. È stato creato utilizzando i fondi della Federal Emergency Management Agency (FEMA) dopo che l'area è stata ripulita da case e attività commerciali in seguito alle gravi inondazioni nel 1998 e prende il nome dal generale confederato Joseph O. Shelby, che fuggì in Messico attraverso Eagle Pass nel 1865.
Il parco è adiacente al ponte internazionale Eagle Pass – Piedras Negras. Si compone di due campi da gioco, due campi da calcio, una rampa per barche e un parcheggio. Tra dicembre 2023 e gennaio 2024, la Eagle Pass Border Coalition lo ha utilizzato per erigere un memoriale composto da 700 croci in onore degli oltre 700 migranti morti al confine tra Stati Uniti e Messico nel 2023.
La polizia di frontiera degli Stati Uniti aveva utilizzato il parco per processare i migranti illegali. Nel gennaio 2024, è stato sequestrato dalla Guardia nazionale del Texas come parte dell'operazione Lone Star per impedire l'ingresso dei migranti installando barriere e filo spinato, come oltre ad arrestare coloro che hanno attraversato per violazione di domicilio. Quest'azione è stata intrapresa dal governo statale del Texas dopo un massiccio afflusso di migranti illegali nell'area sotto l'amministrazione del presidente Joe Biden. Ha inoltre inibito il trattamento dei migranti da parte della polizia di frontiera.